# Sascha Huber (YouTuber)
Sascha Michael Huber (* 19. August 1992) ist ein österreichischer Webvideoproduzent und Unternehmer, der seit 2016 Videos zu den Themen Fitness und Ernährung produziert und auf dem Videoportal YouTube bereitstellt.

## Leben
Sascha Huber stammt aus Radstadt im Salzburger Land.
Aufgrund seines dünnen Körperbaus wurde Huber zum Mobbingopfer von Mitschülern und entwickelte verschiedene psychische Leiden. Nach mehreren ambulanten und stationären Behandlungen fand er im Fitness-Training einen Ausweg. Darum möchte er mit seinen Videos Menschen motivieren und ihnen helfen.
Nach der Matura leistete Huber einen einjährigen Wehrdienst beim österreichischen Bundesheer ab, in dessen Rahmen er eine einmonatige Offiziersausbildung absolvierte. Heute ist er weiterhin Milizsoldat.
Im Jänner 2024 gründete er die PRO Fitness & Motivation GmbH, mit der er die Fitness- und Ernährungs-App GYMKY veröffentlichte.
Sascha Huber ist mit der Fitness-Youtuberin Paulina Wallner liiert und lebt in Österreich. Im September 2024 bekamen sie ihr erstes gemeinsames Kind.

## Online-Auftritte
Auf seinem YouTube-Kanal lädt Sascha Huber Videos hoch, die sich hauptsächlich um Fitnesstraining und Ernährung drehen.
2019 wurde er durch die „1 Million Liegestütze Challenge“ zugunsten von Unicef bekannt. Während des ersten Corona-Jahres konnte Huber beträchtliche Abonnentenzuwächse erzielen und gehörte zu den Top 10 mit dem stärksten Abonnentenzuwachs. Sein Video 7 Minuten Sixpack Workout für Zuhause gehört zu den zehn beliebtesten YouTube-Videos Österreichs im Jahr 2020.
2020 wurde Sascha Huber von Kai Pflaume im Rahmen dessen YouTube-Kanals Ehrenpflaume zwei Tage lang begleitet.
Ebenfalls betreibt Huber den Kanal Sascha Huber Reagiert, auf dem er Reaction-Videos veröffentlicht. Auf seinem Hauptkanal und Twitch streamt er zu unregelmäßigen Abständen live.
Im Juli 2022 wurde er für die 2. Staffel von 7 vs. Wild nominiert und schloss diese erfolgreich ab. Auch an der dritten Staffel des Formates nahm er – zusammen mit seinem Teampartner Jens Knossalla – erfolgreich teil.
Er absolvierte erfolgreich 2025 den Radmarathon Race Across America im Team No Limits zusammen mit Joey Kelly, Fritz Meinecke, Ann-Kathrin Bendixen, Flying Uwe, Otto Karasch, Survival Mattin und Luke Kelly innerhalb von 7 Tagen, 19 Stunden und 41 Minuten.

## Fernsehauftritte
- 2017: Ninja Warrior Austria[21]
- 2021: Klein gegen Groß – Das unglaubliche Duell[22]
- 2021: Wer weiß denn sowas?[23]
- 2022: Klein gegen Groß – Das unglaubliche Duell[24]
- 2023: Wer weiß denn sowas?[25]